# Coracias spatulatus
La carraca de raquetas (Coracias spatulatus) es una especie de ave coraciforme de la familia Coraciidae que vive en África.

## Distribución
Se extiende principalmente por el sureste de África, aunque existe una población disjunta en Angola, distribuida además, por el este de Angola, el sureste de la República Democrática del Congo, Malaui, Mozambique, Tanzania, Zambia, Zimbabue y los extremos nororientales de Namibia, Botsuana y Sudáfrica.